# Tvrdoća vode
Tvrdoća vode je uzrokovana prisutnošću rastvorenih soli kalcija i magnezija (nekada i željeza). Najveća je koncentracija kalcija, zbog prisutnosti u Zemljinoj kori kao ključnog počela u mineralima kalcitu, dolomitu, itd. Najočigledniji prikaz tvrdoće vode je taloženje sapuna u tvrdoj vodi. Prolazna (privremena) tvrdoća potječe od kalcija i hidrogenkarbonata i eliminira se kuhanjem:
Ca2+  + 2HCO3- → CaCO3 (s)  + CO2 (g)  + H2O
Stalna tvrdoća se odnosi na sulfate i kloride kalcija i magnezija.
Tvrdoća vode se određuje titracijom s EDTA (etilendiamin-tetraacetatna kiselina) uz indikator (eriokrom crno T). Izražava se u mgCaCO3/dm3 ili u stupnjevima - u Hrvatskoj najčešće u njemačkim stupnjevima - °dH (njem. Deutsche Härte):
| mgCaCO3/dm3 | njemački stupanj °dH | francuski stupanj °f | engleski stupanj °e |
| ----------- | -------------------- | -------------------- | ------------------- |
| 1,0         | 0,056                | 0,1                  | 0,07                |

### Kvaliteta vode prema ukupnoj tvrdoći
| Tvrdoća °dH | Kvaliteta vode |
| ----------- | -------------- |
| 0 - 5       | vrlo meka      |
| 5 - 10      | meka           |
| 10 - 15     | umjereno tvrda |
| 15 - 25     | tvrda          |
| preko 25    | vrlo tvrda     |